# Torslanda IK
Le Torslanda IK est un club suédois de football basé à Göteborg. Le club a également une section féminine.
Le club évolue en troisième division suédoise de 1998 à 2005 puis de 2007 à 2010.
L'international suédois John Alvbåge a commencé sa carrière au club.
L'internationale suédoise Jennifer Falk a commencé sa carrière au club.